# Ali Carter
Allister Carter meglio noto come Ali (Colchester, 25 luglio 1979) è un giocatore di snooker inglese.

## Biografia
Nel 2003 gli fu diagnosticata la malattia di Crohn.
Ha un figlio di nome Max nato nel 2009, quando ancora Carter era con la partner Sarah. Successivamente si è sposato con Stella English, con cui ha avuto una figlia, Olivia.

## Carriera
Ali Carter diventa un professionista nel 1996 all'età di 17 anni. Si fa notare vincendo nel 1999 raggiungendo le semifinali al Grand Prix. A sorpresa l'inglese raggiunge la finale del Mondiale 2008 perdendo contro il connazionale Ronnie O'Sullivan che diventerà negli anni futuri il suo più grande nemico. Nel 2009 Carter vince il Welsh Open, suo primo titolo Ranking in carriera. Nel 2012 arriva nuovamente in finale al Campionato del Mondo e a batterlo è ancora O'Sullivan per 18-11. Il 1º luglio 2013 è stato annunciato che a Carter viene diagnosticato un cancro ai testicoli. Ha subito un intervento chirurgico il giorno dopo e gli è stato consigliato di riposare per un mese. Il 19 luglio 2013, ha annunciato sulla sua pagina Twitter di aver ricevuto il via libera di riprendere la sua carriera allo Shanghai Masters a settembre.
Ha dichiarato nell'aprile 2014 che avrebbe scelto di prendersi da sei mesi a un anno di distanza dallo snooker, ma ciò non era stato possibile a causa della sua necessità di riconquistare il suo posto nei primi 16 del mondo. Un mese dopo la World Snooker annunciò che a Carter era diagnosticato un cancro ai polmoni e che avrebbe preso una pausa dallo sport per effettuare delle sessioni di chemioterapia intensiva. Nell'agosto 2014 ha completato con successo il trattamento per questo tumore secondario (recidiva metastatica del carcinoma del testicolo), compreso un intervento chirurgico. Torna poco dopo nel Tour vincendo la General Cup ai danni di Shaun Murphy. Ad inizio 2020 partecipa al Masters grazie al forfait di O'Sullivan e arriva fino in finale perdendo per 10-8 contro Stuart Bingham.

## Ranking[14]
| Stagione  | Ranking iniziale | Ranking finale |
| --------- | ---------------- | -------------- |
| 1996-1997 | Non classificato | 286            |
| 1998-1999 | 187              | 142            |
| 1999-2000 | 142              | 92             |
| 2000-2001 | 92               | 61             |
| 2001-2002 | 61               | 31             |
| 2002-2003 | 31               | 17             |
| 2003-2004 | 17               | 19             |
| 2004-2005 | 19               | 19             |
| 2005-2006 | 19               | 15             |
| 2006-2007 | 15               | 14             |
| 2007-2008 | 14               | 7              |
| 2008-2009 | 7                | 5              |
| 2009-2010 | 5                | 4              |
| 2010-2011 | 4                | 6              |
| 2011-2012 | 6                | 17             |
| 2012-2013 | 17               | 16             |
| 2013-2014 | 16               | 14             |
| 2014-2015 | 13               | 29             |
| 2015-2016 | 29               | 32             |
| 2016-2017 | 32               | 12             |
| 2017-2018 | 12               | 11             |
| 2018-2019 | 11               | 17             |
| 2019-2020 | 17               | 19             |
| 2020-2021 | 19               |                |

### Maximum break: 3
| N° | Anno | Competizione        | Avversario     | Note          |
| -- | ---- | ------------------- | -------------- | ------------- |
| 1  | 2008 | Campionato mondiale | Peter Ebdon    | [ 16 ]        |
| 2  | 2016 | German Masters      | Wang Yuchen    | [ 17 ] [ 18 ] |
| 3  | 2021 | British Open        | Elliot Slessor | [ 19 ]        |

## Tornei vinti

### Titoli Non-Ranking: 3
| Titoli Ranking   | Titoli Ranking | Titoli Ranking | Titoli Ranking |
| ---------------- | -------------- | -------------- | -------------- |
| Competizione     | Anno           | Avversario     | Note           |
| Welsh Open       | 2009           | Joe Swail      | [ 5 ]          |
| Shanghai Masters | 2010           | Jamie Burnett  | [ 20 ]         |
| German Masters   | 2013           | Marco Fu       | [ 21 ]         |
| World Open       | 2016           | Joe Perry      | [ 22 ]         |

| Titoli Non-Ranking           | Titoli Non-Ranking | Titoli Non-Ranking | Titoli Non-Ranking |
| ---------------------------- | ------------------ | ------------------ | ------------------ |
| Competizione                 | Anno               | Avversario         | Note               |
| Benson & Hedges Championship | 1999               | Simon Bedford      | [ 23 ]             |
| Huangshan Cup                | 2008               | Marco Fu           | [ 24 ]             |
| General Cup                  | 2014               | Shaun Murphy       | [ 25 ]             |

- European Tour: 1 (Paul Hunter Classic 2015)

## Finali perse

### Titoli Non-Ranking: 4
| Titoli Ranking      | Titoli Ranking | Titoli Ranking                        | Titoli Ranking |
| ------------------- | -------------- | ------------------------------------- | -------------- |
| Competizione        | Anno           | Avversario                            | Note           |
| Campionato mondiale | 2008 - 2012    | Ronnie O'Sullivan - Ronnie O'Sullivan | [ 4 ] [ 6 ]    |
| Welsh Open          | 2010           | John Higgins                          | [ 26 ]         |
| German Masters      | 2017           | Anthony Hamilton                      | [ 27 ]         |
| World Grand Prix    | 2019           | Judd Trump                            | [ 28 ]         |
| WST Pro Series      | 2021           | Mark Williams                         | [ 30 ]         |

| Titoli Non-Ranking        | Titoli Non-Ranking | Titoli Non-Ranking | Titoli Non-Ranking |
| ------------------------- | ------------------ | ------------------ | ------------------ |
| Competizione              | Anno               | Avversario         | Note               |
| The Masters               | 2020               | Stuart Bingham     | [ 13 ]             |
| Qualificazioni al Masters | 2005               | Stuart Bingham     | [ 31 ]             |
| Wuxi Classic              | 2011               | Mark Selby         | [ 32 ]             |
| Championship League       | 2013               | Martin Gould       | [ 33 ]             |